# Slash Dot Dash
Slash Dot Dash è un singolo del disc jockey inglese Fatboy Slim.
La canzone è arrivata in dodicesima posizione nella Official Singles Chart ed è stata inserita fra le greatest hits dell'artista.

## Tracce

### CD 1
1. Slash Dot Dash (radio edit) – 2:20
2. Close to Home – 3:36

### CD 2
1. Slash Dot Dash – 2:55
2. Jin Go Lo Ba (Jon Carter mix) – 7:07
3. What They're Looking For – 5:51
4. Slash Dot Dash (video) – 2:25

### 12"
1. Slash Dot Dash
2. Close to Home
3. Slash Dot Dash (DJ Delite)
4. Jin Go Lo Ba (Jon Carter remix)
5. Jin Go Lo Ba (DJ Delite)

## Classifiche
| Classifica             | Anno | Posizione |
| ---------------------- | ---- | --------- |
| Official Singles Chart | 2004 | 12        |